# Dragiša Brašovan
Dragiša Brašovan (en serbio cirílico: Драгиша Брашован; Vršac, 25 de mayo de 1887-Belgrado, 6 de octubre de 1965) fue un arquitecto serbio, considerado el mejor arquitecto de la antigua Yugoslavia e introductor de las corrientes de vanguardia en su país. Fue miembro de la Academia Serbia de Ciencias y Artes, así como del British Royal Institute of Architecture. Autor del Cuartel de las Fuerzas Aéreas Yugoslavas en Zemun y del Edificio del Consejo Ejecutivo de la Provincia de Voivodina (1939), así como del Pabellón de Yugoslavia para la Exposición Internacional de Barcelona (1929).
- Datos: Q1273105
- Multimedia: Dragiša Brašovan / Q1273105